# Tanja Orning
Tanja Orning (1967) is een Noors cellist.
Orning kreeg haar muzikale opleiding aan de Noorse Academie voor muziek en bij William Pleeth in Londen en János Starker in de Verenigde Staten. Na haar opleiding kon ze meteen aanschuiven bij het Stavanger Symfoniorkester als eerste celliste. Zij bekleedde die functie van 1994 tot 2000 toen zij het orkest verliet om een solocarrière te beginnen. Ze speelde vanaf die tijd in allerlei ensembles dan wel solo. Haar solowerk kreeg als titel Cellotronics mee. Ensembles waarmee zij speelde waren onder meer het Christian Wallumrød Ensemble, ze begeleidde danseres Ellen Johannesen en maakte een muziekalbum met de Noorse componist Natasha Barrett onder de naam/titel Dr. Ox, naar een verhaal van Jules Verne. Ze speelde tevens mee in de rockband Wunderkommer.

## Discografie (selectief)
- 2005: Cellotronics
- 2008: Dr. Ox

- Gemeinsame Normdatei: 1036723097
- International Standard Name Identifier: 0000 0000 5427 1202
- Library of Congress Control Number: no2007106075
- MusicBrainz: ad3e4084-bcc7-4e01-9137-49e4c7b50fe9
- Nationale Bibliotheek van Tsjechië: xx0119921
- Nationale Bibliotheek van Israël: 987007328223305171
- Virtual International Authority File: 21145971393332330864